# Essostruthella notaticollis
Essostruthella notaticollis är en skalbaggsart som först beskrevs av Lane 1973. Essostruthella notaticollis ingår i släktet Essostruthella och familjen långhorningar.
Artens utbredningsområde är:
- Costa Rica.
- Panama.

Inga underarter finns listade i Catalogue of Life.